# 조도초등학교 거차분교
조도초등학교 거차분교는 대한민국 전라남도 진도군에 있는 공립 초등학교이다.

## 학교 연혁
- 1941년 7월 15일 조도공립국민학교 거차분교 설립 인가
- 1941년 7월 15일 거차분교장 개교
- 1944년 4월 1일 거차국민학교 개교
- 195?년 ??월 ??일 조도국민학교 맹골분교 편입
- 1963년 12월 16일 거차국민학교 소죽도분교 설립 인가
- 일자미상 거차국민학교 상죽도분실 개설 인가
- 1963년 12월 16일 상죽도분실 개설
- 1964년 3월 2일 소죽도분교장 개교
- 1967년 4월 1일 거차국민학교(소죽도분교·상죽도분실 포함) 도서벽지학교 '갑'급 지정
- 일자미상 거차국민학교 곽도분교 설립 인가
- 1967년 12월 13일 곽도분교장 개교
- 1968년 5월 1일 거차국민학교(소죽도분교 포함) 도서벽지학교 '갑'급 재지정, 곽도분교 도서벽지학교 '을'급 지정
- 1973년 3월 1일 거차국민학교(소죽도분교 포함) 도서벽지학교 '갑'급 재지정
- 1975년 8월 1일 곽도분교 도서벽지학교 '갑'급 조정
- 1979년 2월 1일 거차국민학교(소죽도분교·곽도분교·상죽도분실 포함) 도서벽지학교 '특'급 조정
- 1982년 3월 1일 소죽도분교·곽도분교·상죽도분실 도서벽지학교 '갑'급 조정
- 1983년 3월 1일 곽도분교장 폐교 및 조도국민학교 통폐합
- 1985년 3월 1일 동거차국민학교 분교장 격하 편입, 소죽도분교장·맹골분교장·상죽도분실 이관
- 1986년 1월 1일 도서벽지학교 '나'급 조정
- 1994년 9월 1일 조도국민학교 거차분교 개편
- 1996년 3월 1일 조도초등학교 거차분교 개편

## 참고 자료
- 조도초등학교거차분교장 - 한국교육학술정보원 학교알리미